# NGC 2812
NGC 2812 أو إن جي سي 2812 هيَ مجرة محدبة في كوكبة السرطان، تم اكتشافها في 17 فبراير 1865 من قبل ألبرت مارث.